# Jacques Villeneuve
Jacques Joseph Charles Villeneuve (født 9. april 1971 i Saint-Jean-sur-Richelieu, Canada) er en canadisk racerkører, der er bedst kendt for sine 11 sæsoner i Formel 1 fra 1996 til 2006. I sin bare anden sæson, i 1997, vandt han verdensmesterskabet. Han er søn af en anden tidligere Formel 1-stjerne, Gilles Villeneuve.

## Resultater
Villeneuve nåede i sine 11 år i Formel 1 at køre 165 Grand Prix'er og vinde de 11. Desuden sluttede han 12 gange på podiet for sekundære placeringer, og startede 13 gange et Grand Prix fra pole position. Hans resultater skaffede ham i 1997 verdensmesterskabet. 
Efter at have stoppet sin Formel 1-karriere prøvede Villeneuve i 2008 kræfter med Le Mans-løbet, hvor han stillede op for Peugeot-teamet.